# Кавальєр

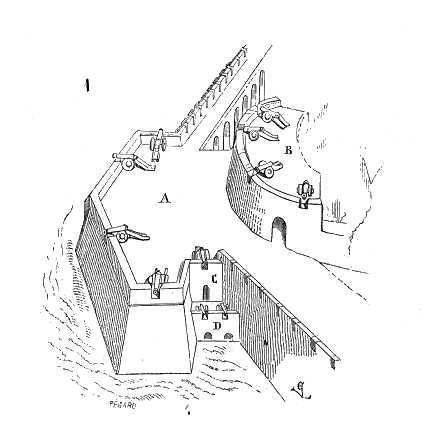
З правого боку (B) — кавальєр для гармат всередині бастіону

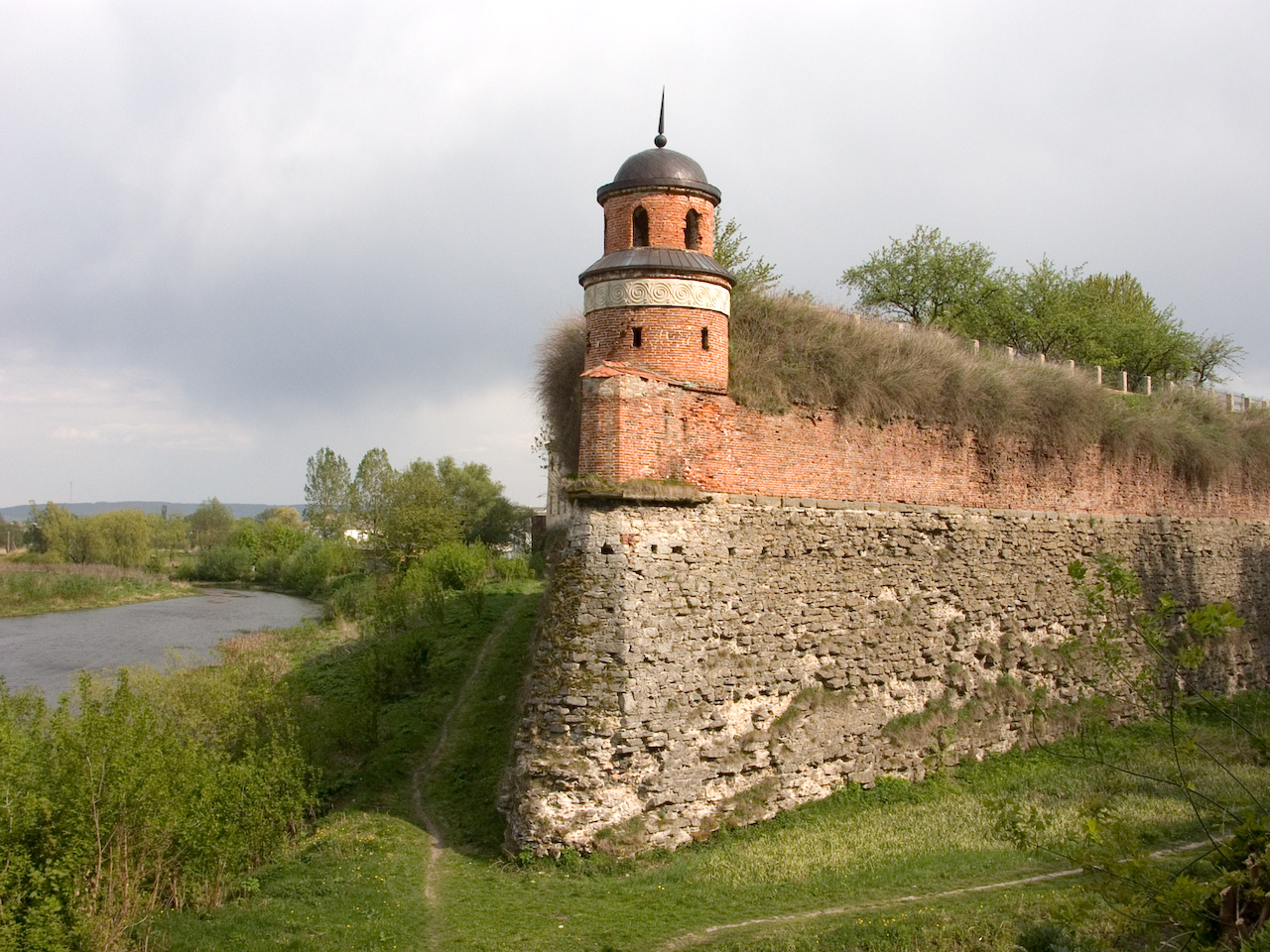
Кавальєр — сторожова башта на бастіоні Дубенського замку

Кавальє́р (від фр. cavalier) — високий насип для гармат всередині бастіону чи біля валгангу. Траншейний кавальєр — це оборонне укріплення для стрільби з рушниць (пізніше з появою далекобійних гармат перетворились у військові склади).
У земляних фортецях кавальєром називалася невелика сторожова башта, розташована на розі бастіону земляних фортецях (пор. бартизана). Належить до новоголландської оборонної системи, найкращої оборонної системи в Європі XVII століття.